# Episyrphus
Episyrphus là một chi ruồi trong họ Syrphidae.

## Hình ảnh

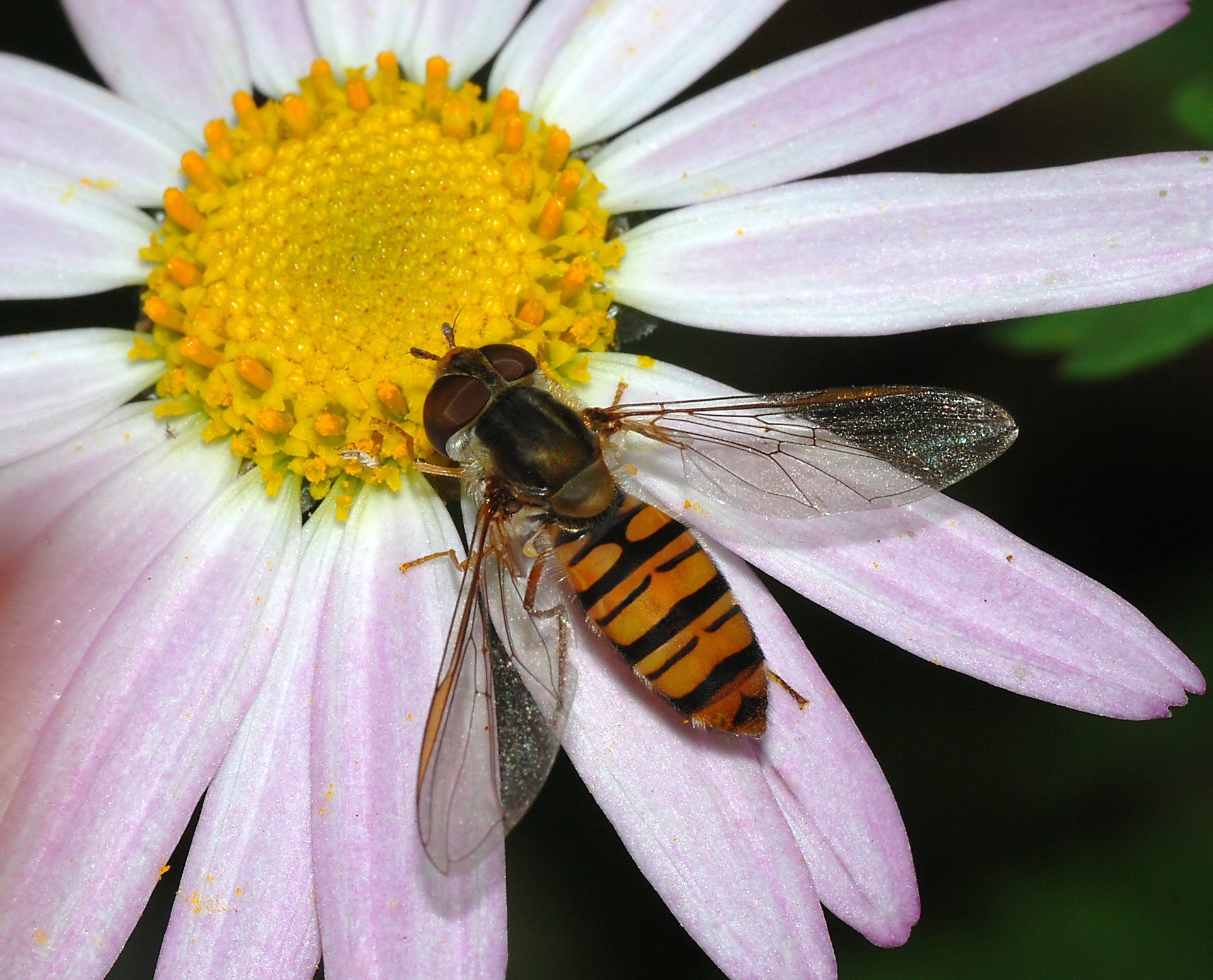
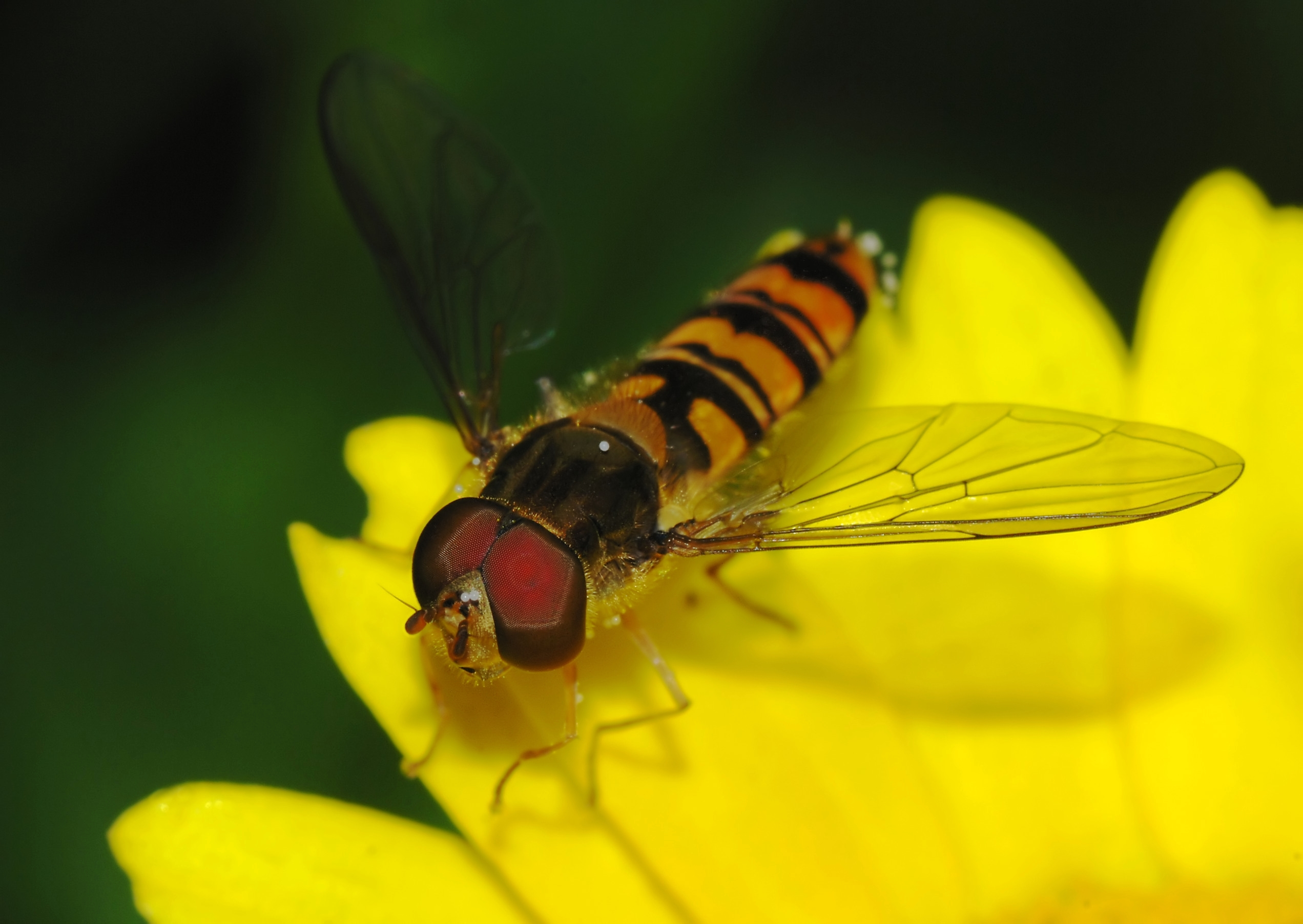
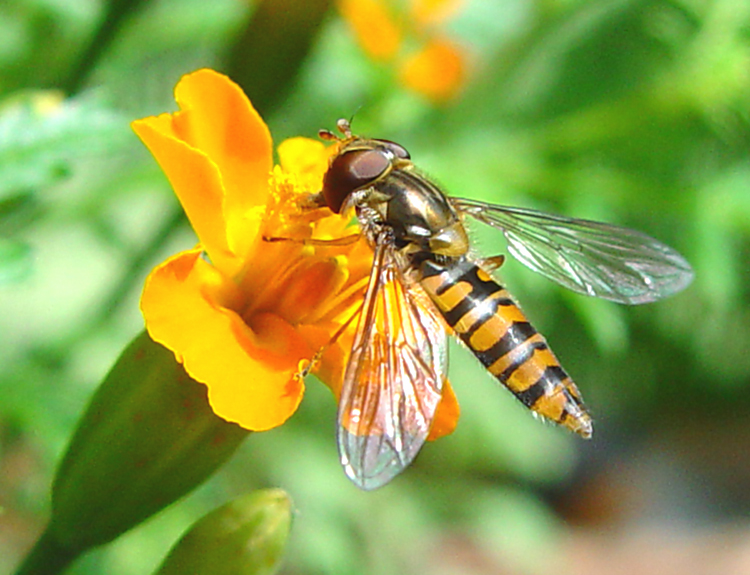
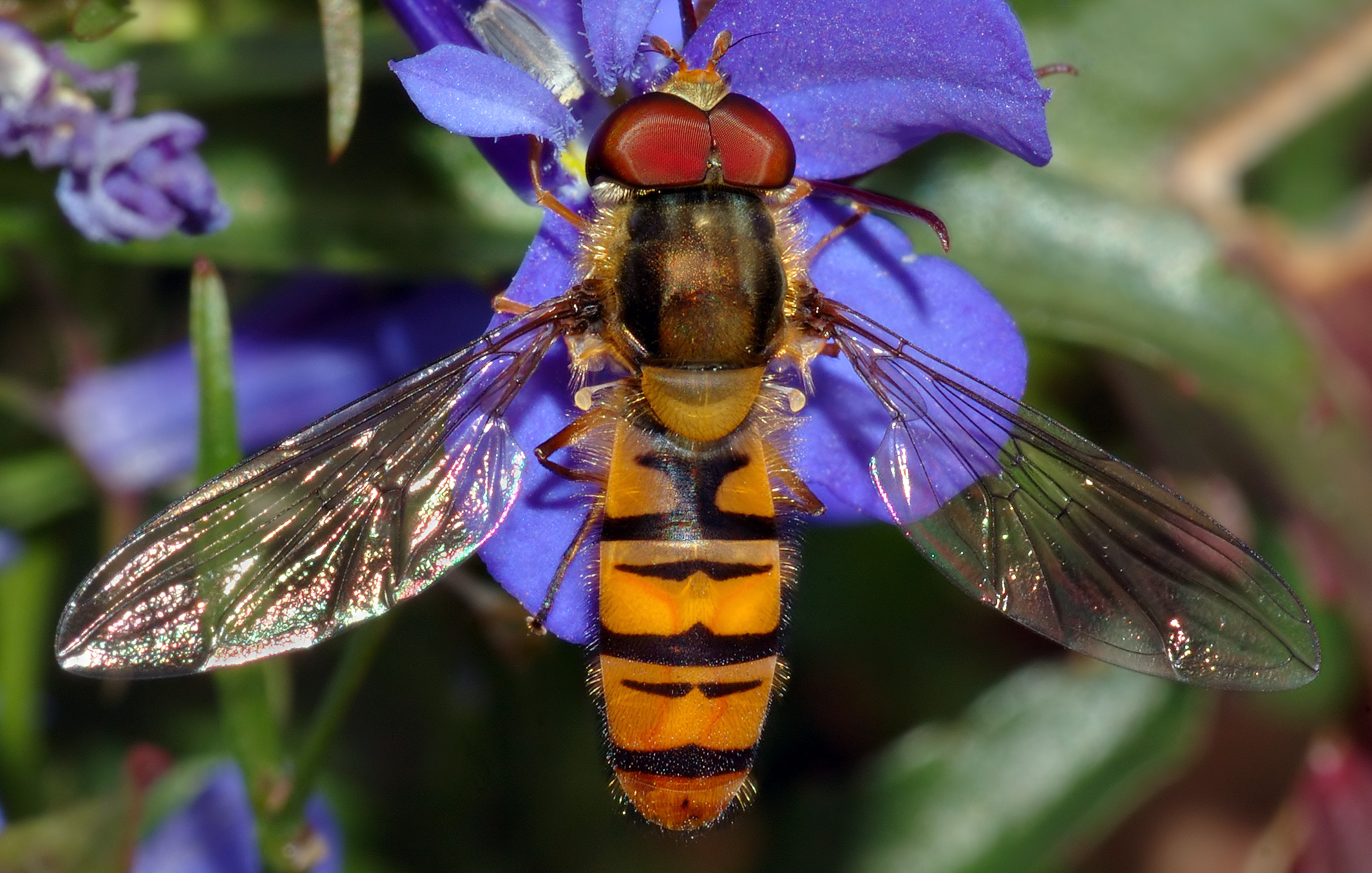